# Domino (film, 1943)
Cet article concerne le film de Roger Richebé. Pour le film de Tony Scott, voir Domino.
Pour les articles homonymes, voir Domino.
Pour plus de détails, voir Fiche technique et Distribution.
Domino est un film français réalisé par Roger Richebé, sorti en 1943.

## Synopsis
François Dominique, dit "Domino" est un garçon aventureux qui rentre d'Afrique totalement désargenté. Il fait la connaissance de Laurette, épouse d'Heller, un riche marchand de tableaux terriblement jaloux. Ce dernier, ayant trouvé une lettre d'amour, signée "François" et adressée à Laurette plusieurs années auparavant, soupçonne François Crémone, l'un de ses amis d'en être l'auteur. Afin de se disculper, et avec l'accord de Laurette, Crémone engage Domino, jouant sur le fait qu'ils portent le même prénom, pour endosser le rôle de cet amoureux du passé et détourner les soupçons du mari.

## Fiche technique
- Titre : Domino
- Réalisation : Roger Richebé
- Scénario : Marcel Achard et Jean Aurenche, d'après la pièce éponyme de Marcel Achard
- Musique : Vincent Scotto
- Photographie : Jean Isnard
- Ingénieur du son : Jean Putel
- Montage : Raymond Leboursier
- Décors : Lucien Carré
- Directeur de production : Édouard Lepage
- Société de production : Les Films Roger Richebé
- Pays d'origine : France
- Format : Noir et blanc - 1,37:1 - Mono - 35 mm
- Genre : Comédie dramatique
- Durée : 100 minutes
- Date de sortie : 28 juillet 1943

## Distribution
- Fernand Gravey : François Dominique dit «Domino»
- Simone Renant : Laurette
- Aimé Clariond : Heller
- Bernard Blier : François Crémone
- Suzet Maïs : Jane
- Léonce Corne : l'hôtelier
- Yves Deniaud : Mirandole
- Paul Faivre : le voyageur
- Pierre Ferval
- Simone Gerbier
- Robert Le Fort
- Jean Marconi : le passant

## Analyse
Nicolas Boscher a produit une analyse assez complète de l'histoire de l'œuvre : la structure de la pièce est inspirée de La Volupté de l'honneur, de Luigi Pirandello. L'adaptation cinématographique en sacrifie l'imaginaire à "une mise en scène lourdement explicite". La dernière version théâtrale de Marcel Achard dynamise le troisième acte et éloigne la pièce du méta-théâtre pirandellien.